# Пелагония
Пелагония (на гръцки: Πελαγονία; на македонска литературна норма: Пелагонија) или Прилепското, Битолското (Северна Македония) и Леринското поле (Гърция), наричани от българите просто Поле, е най-голямата котловина в географската област Македония, разделена днес между Северна Македония - северната част и Република Гърция – южната.

## Етимология
Името Пелагония е античното название на областта и днес то има единствено книжовна употреба като обединително на трите съставни полета на котловината – Прилепското и Битолското в Северна Македония и Леринското в Гърция. Освен тези три полета в областта има обособени и още няколко по-малки като Гладно поле.

## Физикогеографски характеристики
Котловината има овална форма силно издължена в посока север-юг, като най-северното ѝ село е Стровия в община Долнени на Северна Македония, а най-южното Долно Котори в гръцкия дем Лерин. На север Пелагония е затворена от планината Даутица, а на северозапад от Бушова планина, които я отделят от областта Поречие.
На запад планините Баба и Драгишец я отделят от Крушевско, Дървеник от областта Демир Хисар, а Пелистер от областите Горна Преспа в Северна Македония и Голема Преспа в Гърция. Вич или Нередската планина (Верно) отделя на югозапад Пелагония от областта Кореща (Корестия), а на юг хълмовете Радош я отделят от областта Саръгьол. На югоизток Малка Нидже отделя областта от Петърското (Петрес) и Островското езеро (Вегоритида), на изток Селечката планина от областта Мариово, а на североизток Бабуна планина от областта Азот. На север Пелагония се свързва чрез прохода Плетвар с Раец и Тиквешията и с Градско на Вардара, а през Бабуна се свързва с Велес.
Основната водна артерия на областта е река Църна (Черна), която навлиза в областта от Демир Хисар при село Бучин и я напуска към Мариово при село Брод. Църна напоява Битолското поле в средата на Пелагония. На север през Прилепското поле текат притоците на Църна Блато и Прилепската Стара река, а на юг Леринското поле се напоява от Леринската река Сакулева и притока и Стара река.
Прилепското и Битолското поле са наклонени на юг, а Леринското – на север. Климатът на котловината е преходно-континентален със слабо средиземноморско влияние.

## Галерия
- Прилепското поле – северната част на Пелагония
- Битолското поле – средищната част на Пелагония
- Леринското поле – южната част на Пелагония с град Лерин

- Носии от Пелагония
- Носия от Горните села - селата южно от Битоля, Подмочански етнографски музей
- Носия от Прилепското поле, Подмочански етнографски музей